# Бобрек (Мазовецьке воєводство)
Бобрек (пол. Bobrek) — село в Польщі, у гміні Стромець Білобжезького повіту Мазовецького воєводства.
Населення — 276 осіб (2011).
У 1975-1998 роках село належало до Радомського воєводства.

## Демографія
Демографічна структура станом на 31 березня 2011 року:
|          | Загалом | Допрацездатний вік | Працездатний вік | Постпрацездатний вік |
| -------- | ------- | ------------------ | ---------------- | -------------------- |
| Чоловіки | 134     | 34                 | 89               | 11                   |
| Жінки    | 142     | 28                 | 79               | 35                   |
| Разом    | 276     | 62                 | 168              | 46                   |